# Donnelly (Minnesota)
Donnelly è una città degli Stati Uniti d'America, nello stato del Minnesota, nella Contea di Stevens. Nel 2010 contava 241 abitanti.